# Sven Axbom
Sven Axbom est un footballeur suédois, né le 15 octobre 1926 à Norrköping et mort le 8 avril 2006 à Torsås.
Il fait toute sa carrière au sein du IFK Norrköping avec qui il est champion de Suède en 1956, 1957 et 1960.
Il est finaliste de la Coupe du monde 1958.

## Biographie
Sven Axbom dispute 167 matches comme défenseur en championnat de Suède avec l'IFK Norrköping. Avec cette équipe, il est champion de Suède en 1956, 1957 et 1960.
Axbom est sélectionné 31 fois en équipe de Suède entre 1955 et 1960. Lors de la Coupe du monde 1958, il joue les six rencontres de la sélection nationale, dont la finale perdue cinq buts à deux contre le Brésil. 
Il meurt le 8 avril 2006, à l'âge de 79 ans,.

## Palmarès
- champion de Suède en 1956, 1957 et 1960 avec l'IFK Norrköping.
- Finaliste de la Coupe du monde 1958 avec la Suède